# Йохан Херман
Йохан Херман (на немски: Johann Hermann; на френски: Jean Hermann) е френски лекар и зоолог.

## Биография
Роден е през 1738 година в Бар, Елзас, Франция. В продължение на дълги години е преподавател по медицина в Страсбургския университет. Автор е на „Tabula affinitatum animalium“ (1783) и „Observationes zoologicae quibus novae complures“, издадена посмъртно през 1804 година. Умира през 1800 година в Страсбург. През 1804 година зоологическата му сбирка е закупена от общината и става основата на Страсбургския зоологически музей.